# Jadwiga Sieniawska z Tarłów Czekaszewiczów
Jadwiga Sieniawska z Tarłów herbu Topór (ur. ok. 1550, zm. po 1590 r.) – kasztelanowa kamieniecka, polska dama, szlachcianka.
W roku 1575 poślubiła Hieronima Jarosza Sieniawskiego herbu Leliwa – starostę halickiego i kołomyjskiego (od 1550), podkomorzego kamienieckiego (od 1554), kasztelana kamienieckiego (od 1569) i wojewodę ruskiego (1576 – 1582), z którym miała syna
Adama Hieronima Sieniawskiego (1576-1616), późniejszego podczaszego koronnego, starostę jaworowskiego, rotmistrza husarii.
Mieszkała w pałacu w Oleszycach.
Jej braćmi byli Stanisław Tarło, Zygmunt Scypion Tarło i Mikołaj Tarło.
Miała siostrę Katarzynę Tarło.
Po śmierci męża Hieronima Sieniawskiego, właścicielem Oleszyc i innych po nim dóbr; została jego żona Jadwiga Sieniawska, a po niej, syn.